# Eleccions generals espanyoles de 1903

Francisco Silvela (maig-desembre 1903)

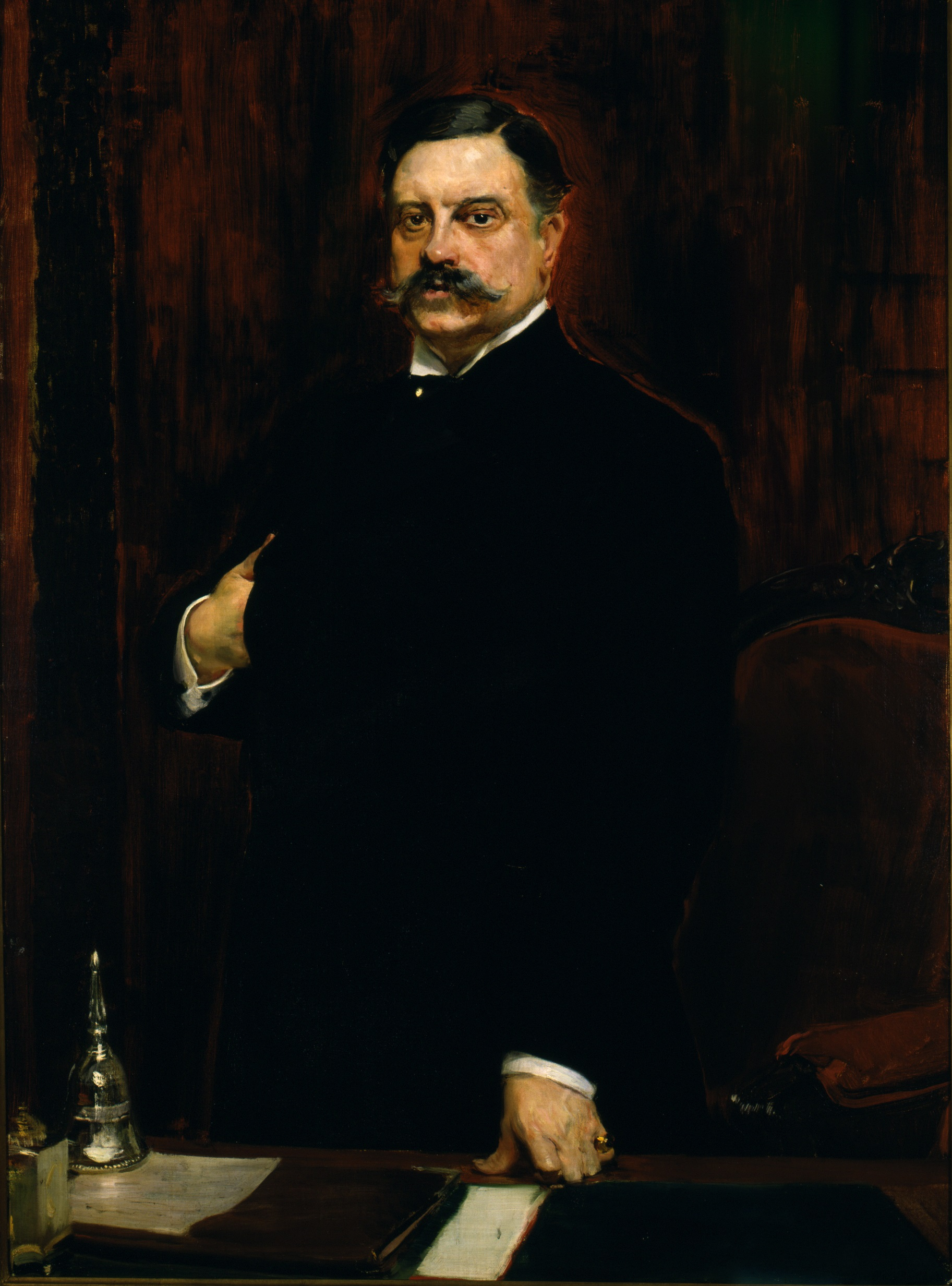
Raimundo Fernández Villaverde (gener-setembre 1905)

Eleccions generals espanyoles de 1903 foren convocades el 30 d'abril de 1903 sota sufragi universal masculí, després de la creació del nou Partit Liberal Conservador de la unió dels conservadors de Francisco Silvela i dels liberals dissidents dirigits per Antoni Maura. En total foren escollits 403 diputats, i vencé per majoria absoluta el renovat Partit Conservador, dirigit per Francisco Silvela. Els republicans s'apleguen en una nova candidatura, Unió Republicana, que aconsegueix 30 diputats.
Fou elegit president del Congrés el conservador Raimundo Fernández Villaverde, substituït el 23 d'octubre pel reformista Francisco Romero Robledo. El president del Senat fou Marcelo de Azcárraga substituït el gener de 1905 per Luis Pidal y Mon.
El cap de govern fou Francisco Silvela, però aviat xocà amb les ambicions d'Antoni Maura, qui fou cap de govern el desembre de 1903. El desembre de 1904 fou obligat a dimitir i el substituí Marcelo de Azcárrega i el gener de 1905 Raimundo Fernández Villaverde, fins que es tornaren a convocar noves eleccions.
Com va passar a totes les eleccions durant la restauració borbònica a Espanya, el resultat va estar determinat per endavant («encasellat») gràcies al frau electoral sistemàtic portat a terme per la xarxa caciquil estesa per tot el territori. En aquestes eleccions, com a la resta, el govern que les convocava les guanyava, ja que en el règim polític de la Restauració els governs canviaven abans de les eleccions i no després com passava en els règims parlamentaris no fraudulents.

## Composició de la Cambra
| ← Eleccions generals espanyoles, 30 d'abril de 1903 → |        |                                     |
| Partit                                                | Escons | Líder                               |
| Partit Liberal Conservador                            | 219    | Francisco Silvela                   |
| Partit Liberal                                        | 104    | Eugenio Montero Ríos                |
| Unió Republicana                                      | 30     | Nicolás Salmerón                    |
| Partit Democràtic Monàrquic                           | 9      | José Canalejas y Méndez             |
| Partit Liberal Reformista                             | 7      | Francisco Romero Robledo            |
| Comunió Tradicionalista                               | 7      | Matías Barrio Mier                  |
| Partit Republicà Democràtic Federal                   | 7      | Josep Maria Vallès i Ribot          |
| Conservadors Tetuanistes                              | 6      | Carlos O'Donnell y Álvarez de Abreu |
| Lliga Regionalista                                    | 5      | Bartomeu Robert i Yarzábal          |
| Partit Integrista                                     | 1      | Ramón Nocedal y Romea               |
| Catòlics independents                                 | 5      | Joaquín Picavea                     |
| Independents                                          | 3      |                                     |

## Resultats per circumscripcions

### Catalunya
- Barcelona
  - Jaume Anglès Pruñosa (Unió Republicana)
  - Pau Barbé i Huguet (Partit Republicà Democràtic Federal)
  - Lluís Domènech i Montaner (Lliga Regionalista)
  - Robert Ferratges i Domínguez (Conservador)
  - Ramon de Godó i Lallana (Liberal)
  - Ferran Huelín i Serra (Conservador)
  - Emili Junoy i Gelabert (Unió Republicana)
  - Alejandro Lerroux García (Unió Republicana)
  - Josep Lletget Sardà (Unió Republicana)
  - Francesc Pi i Arsuaga (Partit Republicà Democràtic Federal)
  - Alexandre Pons i Serra (Conservador)
  - Trinidad Rius i Torres
  - Albert Rusiñol i Prats (Lliga Regionalista)
  - Antoni Rosal i Sala (independent)
  - Joaquim Sagnier i Villavecchia (Conservador)
  - Alfons Sala i Argemí, comte d'Égara
  - Leonci Soler i March (Lliga Regionalista)
  - Nicolás Salmerón y Alonso (Unió Republicana)
  - Antoni Sala i Caba
  - Josep Maria Vallès i Ribot (Partit Republicà Democràtic Federal)
  - Josep Zulueta i Gomis (Partit Republicà Democràtic Federal)
- Girona
  - Francesc Albó i Martí (Lliga Regionalista)
  - Joan Maria Bofill i Roig (Partit Republicà Democràtic Federal])
  - Luis Canalejas Méndez (Liberal)
  - Ferran Puig i Mauri, marquès de Santa Ana
  - Robert Robert i Surís (Conservador)
  - Gustavo Ruiz de Grijalba y López Falcón (Conservador
  - Bonaventura Sabater i Burcet (Lliga Regionalista)
- Lleida
  - Josep Balcells i Cortada (Liberal)
  - Ricardo Guillerna y de las Heras (Conservador)
  - Mariano Clua Anglés (Conservador)
  - Gregorio Jové Piñán (Liberal)
  - Manuel Pereña i Puente (Partit Republicà Democràtic Federal])
  - Emili Riu i Periquet (Liberal)
  - Isidre Valls i Pallerola (Conservador)
  - Manuel Vivanco Menchaca (Conservador)
- Tarragona
  - Jaume Alegret i Vidal (Conservador)
  - Primitivo Ayuso Colina (Conservador)
  - Salvador Canals y Vilaró (Conservador)
  - Enric Bosch i Herreros
  - Vicente López Puigcerver (Conservador)
  - Ramon Mayner Socies (Republicà)
  - Julià Nougués Subirà (Partit Republicà Democràtic Federal)
  - Ramon de Morenes i Garcia Alesson, marquès de Grigny

### Illes Balears
- Josep Cotoner Allendesalazar, comte de Sallent (Conservador)
- Antoni Maura i Montaner (Conservador)
- Rafael Prieto i Caules (Unió Republicana)
- Alexandre Rosselló i Pastors (Liberal)
- Luis de San Simón y Ortega (Conservador)
- Pere Tur i Palau (Conservador)
- Ferran Truyols Despuig, marquès de la Torre (Conservador)

### País Valencià
- Alacant
  - Enrique Arroyo y Rodríguez (Liberal)
  - Francisco Ballesteros Villanueva (Liberal)
  - Rafael Beltrán Ausó (Liberal)
  - José Canalejas i Méndez (Liberal)
  - José Jorro Miranda (Conservador)
  - Juan Poveda García (Conservador)
  - Trinitario Ruiz Capdepón (Liberal)
  - Trinitario Ruiz Valarino (Liberal)
  - Alfonso de Sandoval y Bassecourt, baró de Petres (Conservador)
  - Álvaro Valero de Palma (Liberal)
  - Baldomero Vega de Seoane y Andrea Pérez (Liberal)
- Castelló
  - Fernando Gasset Lacasaña (Partit Republicà Radical)
  - Pedro de Govantes y Azcárraga, comte d'Albay (Conservador)
  - Pascual Doménech Tomás (Conservador)
  - Bernardino de Melgar Abreu (Conservador)
  - Juan Navarro Reverter y Gomis (Liberal)
  - Carlos O'Donnell Vargas (Conservador)
  - Felipe Pérez del Toro (Conservador)
  - Tomás Trénor Palavicino (Conservador)
- València
  - Vicent Blasco Ibáñez (Unió Republicana)
  - Vicente Calabuig Carrá (Conservador)
  - Ignacio Despujol y Rigalt, comte de Casp (Conservador)
  - Federico Dupuy de Lome y Paulín (Conservador)
  - Luis Fernández Navarro
  - Adolfo Gil y Morte (Unió Republicana)
  - Marcial González de la Fuente (Liberal)
  - Pascual Guzmán Pajarón (Conservador)
  - Francisco de Laiglesia y Auset (Conservador)
  - Emilio Menéndez Pallarés (Unió Republicana)
  - Ramón Puchol y Ferrer (Conservador)
  - Jacob Sales Reig (Liberal)
  - Rodrigo Soriano y Barroeta-Aldamar (Unió Republicana)
  - Carlos Testor Pascual (Liberal)
  - Elías Tormo Monzó (Conservador)